# Consortage

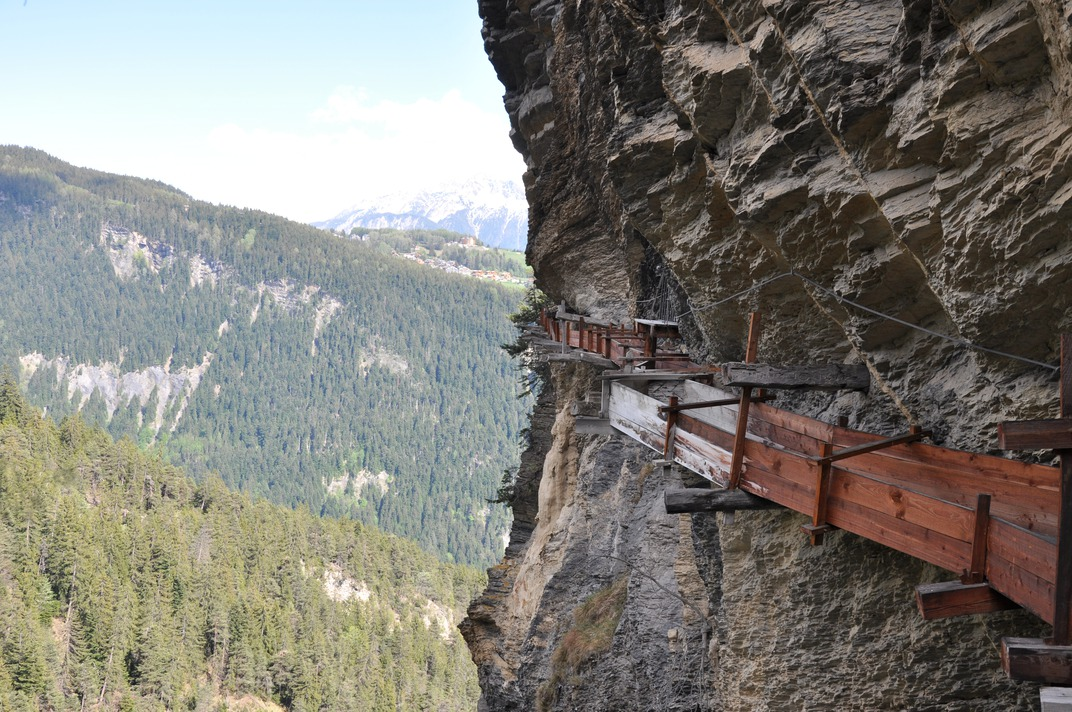
Le bisse d'Ayent a été construit et est toujours exploité par un consortage.

Le consortage est une forme de corporation dans laquelle des copropriétaires ou des usagers se regroupent pour exploiter en commun un bien, typiquement un alpage ou un bisse, mais aussi des forêts ou des fontaines. 
Originaire du Valais, il est encore très présent dans le canton,,,,.

## Terminologie
- les consorts sont les membres d'un consortage
- l'allodiateur (francique allod, propriété complète) est un consort qui a le droit de voter à l'assemblée générale du consortage. En général, il dispose aussi d'autres droits spécifiques.

## Fonctionnement

### Aspect juridique
Bien que le droit des personnes morales privées soit unifié au niveau fédéral depuis l'introduction du Code civil suisse en 1912, l'art. 59 al. 3 CC réserve le droit cantonal (réserve au sens propre) dans le cadre des sociétés d'allmends et similaires, ce qui est le cas des consortages. 
Les consortages sont donc régis par les articles 125 et suivants de la loi valaisanne d'application du Code civil. 

### Bases légales
- Suisse, Valais. « Loi d'application du code civil suisse (LACC) », art. 125 ss. (version en vigueur : 24 mars 1998) [lire en ligne]